# Egmundella polynema
Egmundella polynema är en nässeldjursart som beskrevs av John Fraser 1938. Egmundella polynema ingår i släktet Egmundella och familjen Campanulinidae. Inga underarter finns listade i Catalogue of Life.